# Esterhazya
Esterhazya é um género botânico pertencente à família Orobanchaceae.
O género foi descrito por Johann Christian Mikan e publicado em Delectus Florae et Faunae Brasiliensis 1821.
Trata-se de um género reconhecido pelo sistema de classificação filogenética Angiosperm Phylogeny Website.
O gênero foi nomeado em homenagem à família nobre húngara Esterházy.

## Espécies
O género tem 12 espécies descritas, das quais 7 são aceites:
- Esterhazya andina Herzog
- Esterhazya caesarea (Cham. & Schltdl.) V.C.Souza
- Esterhazya eitenorum Barringer
- Esterhazya macrodonta (Cham.) Benth.
- Esterhazya nanuzae V.C.Souza
- Esterhazya splendida J.C.Mikan
- Esterhazya triflora R.B.Moura & R.J.V.Alves